# Pica de Pallas
La pica de Pallas (Ochotona pallasi) és una espècie de pica. Viu principalment a les muntanyes de l'oest de Mongòlia. N'hi ha quatre subespècies: O. p. pricei, O. p. hamica, O. p. helanshanensis i O. p. sundica. Una diferència notable és que O. p. pricei sol viure en hàbitats d'estepa seca i pot construir caus, mentre que la resta de subespècies tendeixen a preferir hàbitats rocosos. Tanmateix, cap de les subespècies viu únicament en un tipus d'hàbitat.